# Tomislav Butina
Tomislav Butina (Zagreb, 30 maart 1974) is een Kroatisch voormalig voetballer. Zijn positie was doelman.

## Carrière
Butina speelde in Kroatië bij ONS Hitrec-Kacian, NK Dinamo Zagreb, NK Karlovac, NK Samobor, Slaven Belupo Koprivnica en opnieuw bij Dinamo Zagreb. In 2003 kwam hij aan bij Club Brugge, maar daar moest hij in zijn eerste seizoen vooral bankzitten omdat clublegende Dany Verlinden toen nog speelde. Nadat Verlinden in 2004 stopte, werd Butina eerste doelman. Butina speelde 89 officiële wedstrijden in alle competities voor Club Brugge.
In 2006 verliet hij Club Brugge voor Olympiakos Piraeus uit Griekenland. Hij volgde zijn coach, Trond Sollied, die een jaar eerder ook van Club Brugge naar Olympiakos was overgestapt. Bij de Grieken kwam hij maar weinig aan spelen toe, waarop hij in 2008 besloot terug naar Dinamo Zagreb te trekken. Daar speelde hij tot begin seizoen 2010/11.

## Erelijst
| Competitie                   |               |                                                                        |               |               |
| Competitie                   | Aantal        | Jaren                                                                  |               |               |
| Dinamo Zagreb                | Dinamo Zagreb | Dinamo Zagreb                                                          | Dinamo Zagreb | Dinamo Zagreb |
| ---------------------------- | ------------- | ---------------------------------------------------------------------- | ------------- | ------------- |
| Kroatisch Landskampioenschap | 8x            | 1992/93, 1997/98, 1998/99, 1999/00, 2002/03, 2008/09, 2009/10, 2010/11 |               |               |
| Kroatische voetbalbeker      | 5x            | 1993/94, 1997/98, 2000/01, 2001/02, 2008/09                            |               |               |
| Kroatische Supercup          | 2x            | 2002, 2010                                                             |               |               |
| Club Brugge                  |               |                                                                        |               |               |
| Belgisch Landskampioenschap  | 1x            | 2004/05                                                                |               |               |
| Belgische voetbalbeker       | 1x            | 2003/04                                                                |               |               |
| Belgische Supercup           | 2x            | 2003, 2004, 2005                                                       |               |               |
| Olympiakos                   |               |                                                                        |               |               |
| Grieks Landskampioenschap    | 2x            | 2006/07, 2007/08                                                       |               |               |
| Griekse voetbalbeker         | 1x            | 2007/08                                                                |               |               |
| Griekse Supercup             | 1x            | 2007                                                                   |               |               |

## International
Butina verdedigde 28 keer het doel van zijn vaderland Kroatië. Hij maakte deel uit van de selecties voor het WK 2002, EK 2004 en WK 2006.
| Interlands van Tomislav Butina voor Kroatië | Interlands van Tomislav Butina voor Kroatië | Interlands van Tomislav Butina voor Kroatië | Interlands van Tomislav Butina voor Kroatië | Interlands van Tomislav Butina voor Kroatië | Interlands van Tomislav Butina voor Kroatië |
| №                                           | Datum                                       | Wedstrijd                                   | Uitslag                                     | Competitie                                  |                                             |
| ------------------------------------------- | ------------------------------------------- | ------------------------------------------- | ------------------------------------------- | ------------------------------------------- | ------------------------------------------- |
| 1                                           | 05 Sep 2001                                 | San Marino – Kroatië                        | 0–4                                         | WK-kwalificatie                             |                                             |
| 2                                           | 10 Nov 2001                                 | Zuid-Korea – Kroatië                        | 2–0                                         | Vriendschappelijk                           |                                             |
| 3                                           | 13 Nov 2001                                 | Zuid-Korea – Kroatië                        | 1–1                                         | Vriendschappelijk                           |                                             |
| 4                                           | 13 Feb 2002                                 | Kroatië – Bulgarije                         | 0–0                                         | Vriendschappelijk                           |                                             |
| 5                                           | 27 Mar 2002                                 | Kroatië – Slovenië                          | 0–0                                         | Vriendschappelijk                           |                                             |
| 6                                           | 17 Apr 2002                                 | Kroatië – Bosnië en Herzegovina             | 2–0                                         | Vriendschappelijk                           |                                             |
| 7                                           | 08 May 2002                                 | Hongarije – Kroatië                         | 0–2                                         | Vriendschappelijk                           |                                             |
| 8                                           | 21 Aug 2002                                 | Kroatië – Wales                             | 1–1                                         | Vriendschappelijk                           |                                             |
| 9                                           | 09 Feb 2003                                 | Kroatië – Macedonië                         | 2–2                                         | Vriendschappelijk                           |                                             |
| 10                                          | 20 Aug 2003                                 | Engeland – Kroatië                          | 3–1                                         | Vriendschappelijk                           |                                             |
| 11                                          | 31 Mar 2004                                 | Kroatië – Turkije                           | 2–2                                         | Vriendschappelijk                           |                                             |
| 12                                          | 28 Apr 2004                                 | Macedonië – Kroatië                         | 0–1                                         | Vriendschappelijk                           |                                             |
| 13                                          | 13 Jun 2004                                 | Zwitserland – Kroatië                       | 0–0                                         | EK-eindronde                                |                                             |
| 14                                          | 17 Jun 2004                                 | Kroatië – Frankrijk                         | 2–2                                         | EK-eindronde                                |                                             |
| 15                                          | 21 Jun 2004                                 | Kroatië – Engeland                          | 2–4                                         | EK-eindronde                                |                                             |
| 16                                          | 18 Aug 2004                                 | Kroatië – IJsland                           | 1–0                                         | Vriendschappelijk                           |                                             |
| 17                                          | 04 Sep 2004                                 | Kroatië – Hongarije                         | 3–0                                         | WK-kwalificatie                             |                                             |
| 18                                          | 08 Sep 2004                                 | Zweden – Kroatië                            | 0–1                                         | WK-kwalificatie                             |                                             |
| 19                                          | 09 Oct 2004                                 | Kroatië – Bulgarije                         | 2–2                                         | WK-kwalificatie                             |                                             |
| 20                                          | 16 Nov 2004                                 | Ierland – Kroatië                           | 1–0                                         | Vriendschappelijk                           |                                             |
| 21                                          | 26 Mar 2005                                 | Kroatië – IJsland                           | 4–0                                         | WK-kwalificatie                             |                                             |
| 22                                          | 30 Mar 2005                                 | Kroatië – Malta                             | 3–0                                         | WK-kwalificatie                             |                                             |
| 23                                          | 04 Jun 2005                                 | Bulgarije – Kroatië                         | 1–3                                         | WK-kwalificatie                             |                                             |
| 24                                          | 17 Aug 2005                                 | Kroatië – Brazilië                          | 1–1                                         | Vriendschappelijk                           |                                             |
| 25                                          | 08 Oct 2005                                 | Kroatië – Zweden                            | 1–0                                         | WK-kwalificatie                             |                                             |
| 26                                          | 12 Oct 2005                                 | Hongarije – Kroatië                         | 0–0                                         | WK-kwalificatie                             |                                             |
| 27                                          | 12 Nov 2005                                 | Portugal – Kroatië                          | 2–0                                         | Vriendschappelijk                           |                                             |
| 28                                          | 03 Jun 2006                                 | Kroatië – Polen                             | 0–1                                         | Vriendschappelijk                           |                                             |